# Малая Кудара
Ма́лая Кудара́ (бур. Бага Хγдэри) — село в Кяхтинском районе Бурятии. Административный центр сельского поселения «Малокударинское».

## География
Расположено на региональной автодороге 03К-024 (Мурочи — Малая Кудара — граница с Забайкальским краем) в 110 км к востоку от Кяхты, на обоих берегах реки Кудары, при впадении в неё речек Борисова и Шэбэр. В 7 км к юго-востоку, по автодороге, проходит граница Бурятии и Забайкальского края.

## История
Входило в состав Тамирской волости Верхнеудинского уезда. 
10 июля 1826 года была освящена  церковь Покрова Пресвятой Богородицы. Строительство церкви частично финансировал кяхтинский купец Николай Матвеевич Игумнов. Он пожертвовал церкви три колокола. В 1859 году кяхтинский купец I гильдии Я. А. Немчинов пожертвовал церкви колокол весом 13 пудов. Церковь деревянная, одноэтажная. Длиной 9 саженей, шириной 3,5 сажени.
1 января 1886 года открылась церковно-приходская школа.

## Население
| 2002 | 2010 |
| ---- | ---- |
| 335  | ↘278 |

## Инфраструктура
Администрация сельского поселения, средняя общеобразовательная школа, сельский клуб, библиотека, фельдшерско-акушерский пункт.